# Je t'aime★je t'aime
「je t'aime ★ je t'aime」（ジュテーム ★ ジュテーム）は、川瀬智子の「Tommy february6」名義での4枚目のシングル。自身の28歳の誕生日である、2003年2月6日に、DefSTAR RECORDSからリリースされた。

## 解説
- 「Tommy february6」名義では、アルバム『Tommy february6』をリリースから本人自らによる活動封印を経て1年ぶりの発売となった力作シングル[1]。
- キャッチコピーは、「Tommy february6」第2章「サヨナラなんてもう言わない!」。
- このシングルから、自身がファンであるサンリオのキャラクター、リトルツインスターズ（キキララ）とのコラボレーションを開始。ジャケットやプロモーションビデオに登場している。
- 発売当時はレーベルゲートCDでのリリースだったが、後に通常のCDで再発売されている。初回出荷分はデジパック仕様。
- ソロ名義では自己最高の5位を記録し、初動、累計売上共に一番高いシングルである。
- 「Tommy february6」名義自体がまた誕生日を表わすソロキャリアで誕生日に合わせたシングルは今作と9th「BE MY VALENTINE」（2013年）のみとなっている。

## 収録曲
1. je t'aime ★ je t'aime
  - 作詞：Tommy february6／作曲・編曲：MALIBU CONVERTIBLE
  - ダイハツ工業「mira AVY」CMソング。
2. I'm in the mood for dancing
  - 作詞・作曲：Ben Findon、Mike Myers、Bob Puzey／編曲：MALIBU CONVERTIBLE
  - ノーランズのヒット曲のカヴァー。
  - 『情報プレゼンター とくダネ!』（フジテレビ系）お天気コーナーテーマソング（2002年2月3日～）
3. je t'aime ★ je t'aime (extended ver.)
4. je t'aime ★ je t'aime (Original Instrumental)
5. ???
  - 隠しトラックとして、本人によるトークが収録されている。

## 収録アルバム
- 『Tommy airline』（#1）
- 『Strawberry Cream Soda Pop “Daydream”』（#1）